# La Pensée captive
 La Pensée captive: Essai sur les logocraties populaires (Zniewolony umysł) est une oeuvre du philosophe et essayiste dissident Czesław Miłosz de 1953. Elle décrit comment, après le choc de destruction de la Seconde guerre mondiale et sous les méthodes brutales du libérateur soviétique, l'intelligentsia polonaise accepte par étapes de se conformer à la nouvelle doctrine communiste appuyée sur un corpus idéologique, le matérialisme dialectique, confondant marxisme et impérialisme russe, et niant largement les valeurs et les esthétiques qu'elle défendait auparavant.

## Résumé
Préface de Karl Jaspers
La pression des Etats totalitaires sur l’individu n'est pas une bascule brusque de la vérité au mensonge, mais s’instille. Milosz est de ces personnages rendus complexe par le totalitarisme soviétique ; il n’a pas le fanatisme de la liberté des dissidents.
Au lieu d’une histoire
L'auteur a servi dans la diplomatie polonaise de 1946 à 1950. Il n'est pas parti car il avait des liens trop forts sur place, en l'occurrence la langue, polonaise, qu'il utilisait comme poète surréaliste. Jusqu’en 1950 en Pologne, on incitait seulement à adhérer au réalisme socialiste ; il a essayé de comprendre le Diamat (matérialisme dialectique) pour finir par le rejeter quand on a commencé à l’imposer.

### I. Murti-Bing
Ignacy Witkiewicz dans son roman L’Inassouvissement (1932) décrit une Pologne arrivée au bout d’un cycle de civilisation : érotomanie, discussions métaphysiques abstrues (sur Husserl), maladies psychiques, etc. Son puissant voisin sino-mongol est beaucoup plus fruste et brutal. Mais la conquête de la Pologne se fait  sans coup férir, en inondant celle-ci préalablement de pilules Murti-Bing, qui permet de transmettre par voie organique la vision du monde des conquérants. Ses utilisateurs éprouvent du bien être à la prendre et deviennent indifférents au sort politique d’une Pologne occupée. Witkiewicz était en cela visionnaire, et s’est d’ailleurs suicidé en 1939 à l’arrivée des troupes soviétiques.
Ce qui aide les Polonais à prendre aujourd’hui du Murti-Bing, c’est d’abord « le vide », c’est-à-dire le manque de référentiel métaphysique commun. Un paysan et un clerc médiéval se retrouvaient dans celui du Christianisme, alors qu’aujourd’hui il n’existe plus ce sens suprême partagé. De plus un aspect de nécessité se dégage : le socialisme apparaît comme « l’unique courant du réel, dont la vigueur provient de son harmonie avec les lois historiques » (p32) ; créer une œuvre qui se fait hors de lui lui ferait perdre sa valeur. Alors que l’Occident crée une infinité d’aberrations esthétiques et philosophiques, le socialisme rassure d’ailleurs l’artiste par une voie toute tracée pour le fond et la forme : « Prenons comme exemple la poésie. Outre la poésie politique, la poésie lyrique est aussi autorisée, pourvu qu’elle soit : 1e sereine, 2e dépouillée de tout élément de pensée contraire aux principes généralement admis (en pratique, cela revient à n’admettre que des descriptions de la nature et l’expression des sentiments qu’on éprouve pour ses proches) ; 3e compréhensible ». L’artiste se contente au début du réalisme critique, c’est-à-dire d’une  critique de la société capitaliste, mais doit ensuite passer au réalisme socialiste (p39), c’est-à-dire au stade de l’éloge positif du socialisme. C’est une étape beaucoup plus engageante, où l’artiste éprouve de la culpabilité par rapport aux traditions intellectuelles de sa jeunesse : considérer la religion catholique comme opium du peuple par exemple, ou encore accepter que la Pologne adopte le russe comme langue universelle et les Russes comme Centre du nouvel ensemble territorial.
Malgré la pilule de Murti-Bing prise, il y a en Europe centrale une absence de bonheur positif qui indiquerait un manque d’effets : « Pourtant il y a quelque chose d’insaisissable dans le climat humain de capitales telles que Varsovie ou Prague. Le fluide collectif qui résulte de l’échange et de l’addition des fluides individuels est mauvais. C’est une aura faite de force et de malheur, de paralysie intérieure et extérieure » (p48)

### II. L’Occident
L’Europe centrale et orientale a vécu la dévastation durant la seconde guerre mondiale, beaucoup plus qu’à l’ouest ou aux Etats-Unis ; celle-ci a des effets psychologiques profond en ce qu’elle fait table rase des valeurs précédentes : les titres universitaires, les postes prestigieux en entreprise ou dans la société, le cours des monnaies perdent toute valeur en quelques semaines. Il en est de même de la valeur protectrice de la maison dans laquelle on avait investit et qui se transforme en débris, ou encore de la cérémonie du mariage qui se transforme en l’expression du concubinage de 2 êtres se serrant les coudes. Ces « expériences décisives » (p56) sont le sceau de réalité qui font admettre de se soumettre au nouveau pouvoir soviétique. Le centre-Européen se voit répéter que le fascisme est une réaction bourgeoise devant l’inéluctable montée du communisme, et qu’il entraîne une guerre qu’il est amené à perdre ; il acquiert donc « la conviction que le nazisme et l’américanisme sont des phénomènes semblables, issus des mêmes bases économiques » (p58).
Il est difficile pour un Européen de l’est de ne pas se méprendre sur les États-Unis. Alors qu’il connaît une traditionnelle coupure forte entre intelligentsia et peuple, il ne comprend pas le continuum de classe qu’opère la culture populaire américaine : il visionnera un film de série B américain comme s’il était représentatif des milieux intellectuels ou au contraire critiquera la coupure entre la culture de l’élite et de celle du peuple. « Par exemple, la peinture d’avant-garde, si « difficile » et « incompréhensible », atteint pourtant des cercles très vastes, par l’influence qu’elle exerce sur le style de la publicité, de la mode féminine, du décor de théâtre, de l’architecture d’intérieur et – ce qui est peut-être plus important encore – sur la forme des machines et des appareils dont tout le monde se sert. En comparaison, le style « Empire soviétique », consistant à peindre de grands panneaux sur lesquels on voit des dignitaires groupés et posant de diverses façons, est complètement détaché de la vie. Ayant détruit l’expérimentation dans l’art, le Centre [Moscou] s’est condamné, dans le domaine des arts appliqués (…), à une imitation grossière des arts appliqués de l’Ouest, qui, eux sont continuellement renouvelés » (p67).
Fondamentalement, les centre-Européens doutent (et espèrent) que l’Occident puisse apporter une alternative à la « Méthode » (la doctrine socialiste) Il faudrait une alternative qui ait du contenu, et ne soit pas qu’un simple éloge de la liberté (car « Être libre de quelque chose, c’est beaucoup, mais c’est bien moins que d’être libre pour quelque chose » (p.64).) « Le matérialisme dialectique trouve en eux facilement un écho, car c’est une forme de pensée terrestre. Ils auraient volontiers salué une littérature et un art étrangers à la Méthode, mais à condition qu’ils soient forts, terrestres et sains » (p.71).
La « lutte contre le cosmopolitisme » concentre ces contradictions : l’Europe centrale est appelée à se débarrasser de sa tradition d’imiter l’Europe occidentale (ainsi les palais en Pologne ont des Italiens pour architectes), mais en cela ils imitent une autre tradition étrangère, celle de la Russie. En effet la  détestation d'un occident dégénéré qui devrait être régénéré par un peuple nouveau, « terrestre, dur », par les « Scythes » dont parlait Alexandre Blok pour désigner les Russes, est un trait typique de la Russie.
Au final, la Méthode permet d’avoir toujours raison et vient de Russie, et il n’y a pas d’alternative à attendre du côté occidental, qui mérite donc le dégoût. Pourtant les Centre-Européens gardent toujours un vague espoir de ce côté-là.

### III. Le Ketman
Les populations d’Europe centrale pratiquent vis à vis de l'idéologie communiste qui leur est imposée le ketman (la dissimulation mentale dans le vocabulaire chiite, équivalent de la Taqîya) : elles savent qu’elles vivent dans un mensonge convenu et qu’elles ont un jeu à jouer. Il faut en distinguer plusieurs types :
- Le ketman national : alors que la lutte contre le titisme est bien lancée, il est tenté de défendre une voie nationale du socialisme : « Socialisme : oui ; Russie : non » (p97).
- Le ketman de la pureté révolutionnaire : on le trouve plutôt en Russie, avec Mayakovski comme figure de proue.
- Le ketman esthétique : adepte de l’évasion par l’observation, il se réfugie dans le merveilleux pour supporter l’appauvrissement des choses à voir. Mais le pouvoir a tendance à réprimer celles-ci, que ce soit en architecture, à l’exception des théâtres qui fleurissent et qui fond salles comble justement sur des classiques merveilleux type Shakespeare, aux arts décoratifs dont la Pologne et la Tchécoslovaquie étaient leaders pourtant avant guerre.
- Le ketman professionnel : il se concentre sur son métier.
- Le ketman sceptique : peu dangereux car son scepticisme embrasse tout.
- Le ketman métaphysique : il a souvent un fond catholique. Pour lui l’époque métaphysique est un passage par l’absence de métaphysique. « Les gouvernants tolèrent ce type de catholiques comme un mal passagèrement nécessaire, parce qu’on n’en est pas encore à l’étape où il sera possible d’exterminer entièrement la religion et qu’il vaut mieux avoir des dévots polis que rebelles » (p111). Les plus convaincus, les « catholiques progressistes » sont envoyés à l’étranger comme preuve de la tolérance de Moscou. Par contre les tendances « métaphysiques » chez artistes et intellectuels sont très réprimées : « L’écrivain, ayant une fonction civilisatrice, ne peut pas être une sorcier ni un chaman » (p112).
- Le ketman éthique : il se plie à une véritable ascèse individuelle. Il pousse le sens du sacrifice moral parfois à son détriment. On retrouve ce personnage chez les vieux communistes, alors que l’idéal du communiste actuel est plutôt celle d’un homme qui peut se débarrasser de ses scrupules.

### IV. A ou le moraliste
Une suite de portraits va permettre de sentir l’évolution de l’époque de manière incarnée.
Tout d’abord A., Jerzy Andrzejewski, passe successivement par trois phases : Il est d’abord reconnu comme un espoir de la littérature catholique. Il pare en fait des mots du thomisme de Jacques Maritain les sentiments moraux élevés qu’il veut donner à ses personnages. Au moment de la guerre, il les en a dépouillé, pour ne laisser qu’un sentiment moral dominant, la fidélité, en s’inspirant de Joseph Conrad ; mais ce sentiment moral n’a pas de fondements métaphysiques comme dans le catholicisme, et, devant les morts inutiles des centaines de milliers de Juifs ou de combattants de l’Insurrection de Varsovie, A. quitte cette veine et se surprend même à faire la satire des résistants. Dans un dernier moment, les nouvelles autorités soviétiques choient A. qui crée un roman à connotation morale, mais cette fois ci le personnage du prêtre pur et héroïque est remplacé par un vieux communiste emprisonné et abattu tragiquement par un résistant. Toujours à la recherche de la simplification sublime, le passage se fait facilement. Et lorsque quelques années après les autorités demandent aux écrivains de se positionner clairement par rapport au communisme, il est un des premiers à sauter le pas, en écrivant une lettre d’autocritique, qui sera triomphalement traduite et diffusée dans la presse stalinienne.

### V. B ou l’amant malheureux
B., Tadeusz Borowski, est un jeune poète convaincu de sa supériorité. Déporté à Auschwitz, il en écrit le récit, et trouve son style. Il décrit le fonctionnement du camp de manière crue, et refuse de se donner un rôle moral. Il est un prisonnier astucieux qui fait le nécessaire pour survivre. Il décide de rentrer en Pologne et accepte décrire dans le style réaliste. B. est donc un amant malheureux de l’humanité : son expérience du camp lui a montré que le fond de l'homme est brutal, et que sa morale est déterminée par son environnement social. Il cesse rapidement d'écrire des récits pleins de noirceur et d'ironie et abandonne le roman pour écrire des chroniques d'actualité vitupérant contre le monde capitaliste, toujours avec son obsession d'être plus direct et nu. Il ne supporte plus cependant d'être un auteur convenu et, reprenant l'exemple de Maïakovski, il finit par se suicider.

### VI. C. ou l’esclave de l’histoire
C., Jerzy Putrament, rencontre l’auteur dans un club d’étudiants communistes à Vilnius. Ils sont tous deux de l’intelligentsia, en porte à faux avec leur milieu social, la bourgeoisie, qu’ils rejettent. C. est fils d’un Lithuanien mais aussi d’une Russe, et il garde cette marque d’étrangeté à l’âge adulte. Il participe pendant la seconde guerre mondiale à la formation de l’Union des patriotes et de l’ Armée populaire de Pologne, qui entend faire le pendant du gouvernement polonais en exil et de l’Armée polonaise de l'Ouest, dirigés à Londres, et empêcher cette dernière d’empêcher un coup d’Etat communiste après guerre. Il traverse des étapes de peur d’être liquidé par le NKVD. Les déportations massives depuis la Lithuanie, où sa femme et son enfant sont raflés, ou encore le refus de l’armée rouge de sauver l’insurrection de Varsovie ne l’ébranlent pas.
« Quinze mille soldats polonais, dont huit mille officiers, avaient été internés par l’URSS, conformément au pacte Molotov Ribbentrop. Maintenant, on n’en retrouvait que quatre cent quarante huit. C. savait que les recherches des Polonais de Londres ne seraient pas couronnées de succès ; c’était une affaire délicate, il ne fallait pas en parler. Tuer les soldats internés d’un pays avec qui l’on n’est même pas en guerre n’est pas une coutume généralement admise par les nations civilisées, pourtant la logique de l’histoire exige parfois que l’on use de procédés semblables » (p213- 214).
Il devient ensuite l’homme utile pour reformer une intelligentsia d’après guerre suffisamment docile. Passant pour un libéral auprès des Occidentaux dans un de ses postes diplomatiques, pour ses coups de sang parfois antistalinien, cela ne l’empêchait pas de rapatrier par la ruse des membres de la diaspora polonaise trop remuants.

### VII. D. ou le troubadour
D., Konstanty Ildefons Gałczyński, est un poète flamboyant, détestant les tours d’ivoire et s’amusant sans cesse dans une veine burlesque et merveilleuse. Dans l’entre deux guerres, il connaît un virage antisémite, mais là encore sans se donner de la peine de le justifier. A la libération, il décide de rentrer en Pologne et se met au service du nouveau régime, là aussi pour jouer un jeu dont il est le seul maître. Il décrit ainsi le Moscou d’un de ses voyages officiels comme un pays de cocagne avec les mêmes inconvénients que Taormina en Sicile : des mandarines à profusion, qu’il n’aime pas. Cependant la tolérance du régime communiste à ce genre d’artiste n’était que provisoire…

### VIII. L’homme, cet ennemi de l’ordre
Le matérialisme dialectique est la nouvelle religion. Elle peut se résumer à l'idée que tout est interdépendant. Et le gardien de cet ordre immanent est l'État dans sa version soviétique et stalinienne. Cette religion est enseignée dans les écoles et diffusée par la culture. Elle doit faire face à divers danger : la pensée réactionnaire, la religion catholique, même si des chrétiens essayent de faire une synthèse vaine avec le marxisme, vaine car la foi chrétienne est basée sur la responsabilité et le salut individuel, alors que dans le marxisme le salut est collectif. Les plus grands dangers sont cependant de deux ordres : tout d'abord l'hérésie par rapport à la doctrine, car un changement d'interprétation de la doctrine est jugé facteur de troubles potentiels immenses. D'autre part l'idée domine que l'URSS est un paradis sur terre : dès lors, si les signes du succès de son entreprise disparaissaient, le trouble qui saisira collectivement sa population risque d'y mettre fin.

### IX. Les Baltes
Des philosophes installés disent à l’auteur qu’il est inutile de s’apitoyer comme il le fait sur le sort des Baltes, envahis par l’URSS en 1940 et 1944, puis réprimé dans leurs mouvements de résistance par des déportations massives. Ces victimes n’ont aucune importance car elles sont du mauvais côté de l’histoire. La réalité de l’URSS est certes une brutalité d’atmosphère et une peur nue, à la différence des pays capitalistes où on ne rencontre qu'une peur de quelque chose, la peur de manquer d’argent ou du déclassement social. Mais brutalité et peur sont intériorisées par les communistes locaux, mêmes réprimés ou reportés, comme une nécessité. Les petits pays baltes n’ont rien apporté à l’histoire, et leur nationalisme, une idéologie s’opposant au nationalisme russe, est à combattre.
« Seul un blasphémateur impie peut comparer le passé russe, gros du plus sublime accomplissement de l’histoire, à celui des peuples qui furent libérés par les Russes. Le peuple russe est le rédempteur du monde.
On ne commet aucune cruauté. On ne tue que ceux qu’il faut tuer. One ne torture qe ceux dont on doit obtenir des aveux, on ne déporte que les groupes sociaux qu’il faut déporter. S’ils périssent, transplantés dans des conditions défavorables, c’est la faute du climat, du travail, de la nourriture insuffisante, conditions qui, dans l’étape actuelle, ne sauraient être modifiées » (p323)
Pourtant, à vue d’homme, cette assimilation à n’être qu’un matériau humain est mal vécue. Et à vue de philosophe, l’homme n’est pas déterminé, mais plein de mystère.

## Réception
L'ouvrage est traduit aussitôt en français, puis dans des dizaines de langues, et est introduit à l'est clandestinement.
En Indonésie, l'ouvrage devient une référence des intellectuels dans leur lutte contre la dictature de Soeharto.
Le succès de l'ouvrage pose Miłosz comme un essayiste et dissident. Si le terme de "dissident" en tant que tel n'est pas présent, le thème du sort de l'écrivain en exil, condamné à l'insignifiance, est bien là. "Si la dissidence de Cz. Miłosz était choisie et réfléchie, il n'a jamais eu la volonté de se positionner comme un essayiste et le succès mondial de son essai La pensée captive lui fit du tort en ce sens que beaucoup de gens (sauf en Pologne) ignorent qu'il était avant tout un poète." .
Witold Gombrowicz, polonais vivant en Argentine après guerre note dans son journal: « Miłosz raconte l'histoire de la faillite de la littérature en Pologne sans à-coup.(...) Je ne suis pas atterré par le changement des conditions de vie, la chute des États, l'anéantissement des villes et autres geysers inattendus qui jaillissent du sein de l'Histoire, mais le fait qu'un homme que j'ai connu sous le nom de X devienne soudainement Y, change sa personnalité comme d'une chemise et commence à agir parler, penser, et sentir à rebours de lui-même me remplit de peur et d'embarras. Quelle impudeur terrible ! Quelle disparition ridicule ! Devenir un gramophone sur lequel on place un disque avec le label, « La Voix de son maître » ? Quel sort grotesque pour ces écrivains ! "  
Il est comparé à 1984 de George Orwell (1949) et au Zéro et l'Infini d'Arthur Koestler (1940), ou encore à Lingua Tertii Imperii de Victor Klemperer (1947), un essai déconstruisant la "logocratie" d'un Etat totalitaire, l'Allemagne nazie, par un auteur d'Allemagne de l'Est.

## Editions
- La Pensée captive (Zniewolony umysł, 1953) - traduit par Jeanne Hersch. Lausanne, La Guilde du Livre, 1953, par A. Prudhommeaux et par l'auteur. Préface de Karl Jaspers. Paris, Gallimard, 1953; Gallimard, N.R.F., Les Essais LXVII, 1980; Gallimard, 1988, 2007.

### Traductions par année de parution
- The Captive Mind, London: Martin Secker and Warburg, 1953
- The Captive Mind, New York: Alfred A. Knopf, 1953
- The Captive Mind, Toronto: McClelland and Steward, 1953
- La pensée captive. Essai sur les logocraties populaires, Paris: Gallimard, 1953, 1962, 1980, 1982, 1988.
- Verführtes Denken, Köln: Kiepenheuer & Witsch, 1953, 1954, 1955, 1956, 1959, 1980
- El pensamiento cautivo, San Juan: Editiones de la Torre, Universidad de Puerto Rico, 1954, 1980
- La mente prigioniera, Milano: Aldo Martello Editore, 1955,
- Själar i fångenskap, Stockholm: Natur och Kultur, 1956, 1980, 2000
- Verführtes Denken, Zurych: 1980
- Der trellbundne sinn, Oslo: Aschehoug, 1981
- Vangittu mieli, Porvoo: WSOY, 1983
- Ī aichmálōtī sképsī, Ateny: Ellīnikī’ Eurōekdotikī’, 1983
- De geknechte geest, Amsterdam: De Arbeiderspers, 1984
- Ponevolenij rozum, München: Sučasnist', 1985 (ukr.)
- Zarobljeni um, Belgrad: Beogradski Izdavacko-Graficki Zavod, 1985, 1987
- El pensamiento cautivo, Buenos Aires: Hyspamérica. 1988
- El pensamiento cautivo, Esplugues de Llobregat: Orbis, 1989
- The captive mind, New York: Vintage International, 1990
- A rabul ejtett értelem, Budapest: Europa Konyvkiado, 1992
- Porobenijat razum, Varna: Galaktika, 1992; Sofiâ: Izdatelstvo „Balkani”, 2011
- Zotroceny duch, Praha: TROST, 1992
- Pavergtas protas. Esė , Vilnius: Lietuvos Rašytoj Sąjungos Leidykla, 1995, 2011
- Toraware-no tamashii, Tokyo: Kyodo Tsushinsha, 1996
- Zarobeniot um, Skopje: Nasa Kniga, 1998
- Zasužnjeni um, Zagrzeb: Nova Stvarnost, 1998
- Sagustītais prāts, Rīga: Zvaigzne, 1998
- Gandirea captiva, Bucureşti: Humanitas, 1999
- Vangistatud mõistus, Tallinn: Loomingu Raamatukogu, 1999
- Skuty rozum, Mińsk: Vìlenskì Kljub, 2000
- Poraboŝennyj razum, Sankt-Petersburg: Aleteja, 2003
- La ment captiva, Walencja: Publicacions Universitat de València, 2005 (katal.)
- Tutsak Edilmiş Akil, Ankara: Elips Kitap, 2006
- Zarobljeni um, Belgrad: Paideia, 2006
- Mente cativa, São Paulo, 2010 (port.)
- Ha-Rẇaḥ ha-šbẇyah, Tel-Abiyb: Qešeb l-Šiyrah, 2011 (hebr.)
- Bèi jìngù de xīnlíng, Taibei: Tendency Publishing, 2011; Pekin : Guangxi Normal University Press, 2013
- Bei jin gu de tou nao, Guilin: Guangxi Normal University Press, 2013

## Comptes rendus
- Yves Florenne, "La Pensée captive", Le Monde, 31 août 1954
- François Ferrer, CZESLAW MILOSZ, ÉCRIVAIN HORS LES MURS, Esprit, Nouvelle série, No. 49 (1) (Janvier 1981), pp. 107-117 (11 pages)
- "La pensée captive de Czeslaw Milosz", Stalker, 26/01/2015. C'est un résumé de l'oeuvre conduit avec style.
- Christine Mengès-Le Pape, Les ambiguites de la rhetorique politique : Czeslaw Milosz, “La pensee captive”, 2016
- Krzyżanowski, Jerzy R. (Automne 1999). "The Captive Mind Revisited",World Literature Today, Vol. 73, No. 4. 73 (4), p658–662
- Ahuja, Akshay (12 Novembre 2006). "Review of The Captive Mind". The Occasional Review